# 貝胡科區
貝胡科區（西班牙語：Bejuco），是哥斯達黎加的一個區，位於該國西北部瓜納卡斯特省，主要經濟活動有漁業、畜牧業、農業和旅遊業，2011年該地區人口3,026。